# Campo Pequeno (Metro de Lisboa)
Campo Pequeno es una estación del Metro de Lisboa. Se sitúa en el municipio de Lisboa, entre las estaciones de Entre Campos y Saldanha de la Línea Amarilla. Es una de las once estaciones pertenecientes a la red original del metro de Lisboa, inaugurada el 29 de diciembre de 1959.
Esta estación se localiza en la Avenida da República, junto al cruce con la Avenida de Berna. Sirve a la zona de Avenidas Novas y posibilita el acceso a la Plaza de Toros de Campo Pequeno.

## Historia
El proyecto arquitectónico original (1959) es de la autoría del arquitecto Falcão e Cunha, y las intervenciones plásticas de la pintora Maria Keil.
En 1979, la estación fue ampliada de acuerdo a un proyecto arquitectónico de la autoría del arquitecto Benoliel de Carvalho y las intervenciones plásticas de la pintora Maria Keil. La ampliación de la estación implicó la prolongación de los andenes de embarque y la construcción de un nuevo atrio.
En 1994, la estación fue remodelada de acuerdo a un proyecto arquitectónico de la autoría de los arquitectos Duarte Nuno Simões y Nuno Simões y las intervenciones plásticas del grabador Francisco Simões.

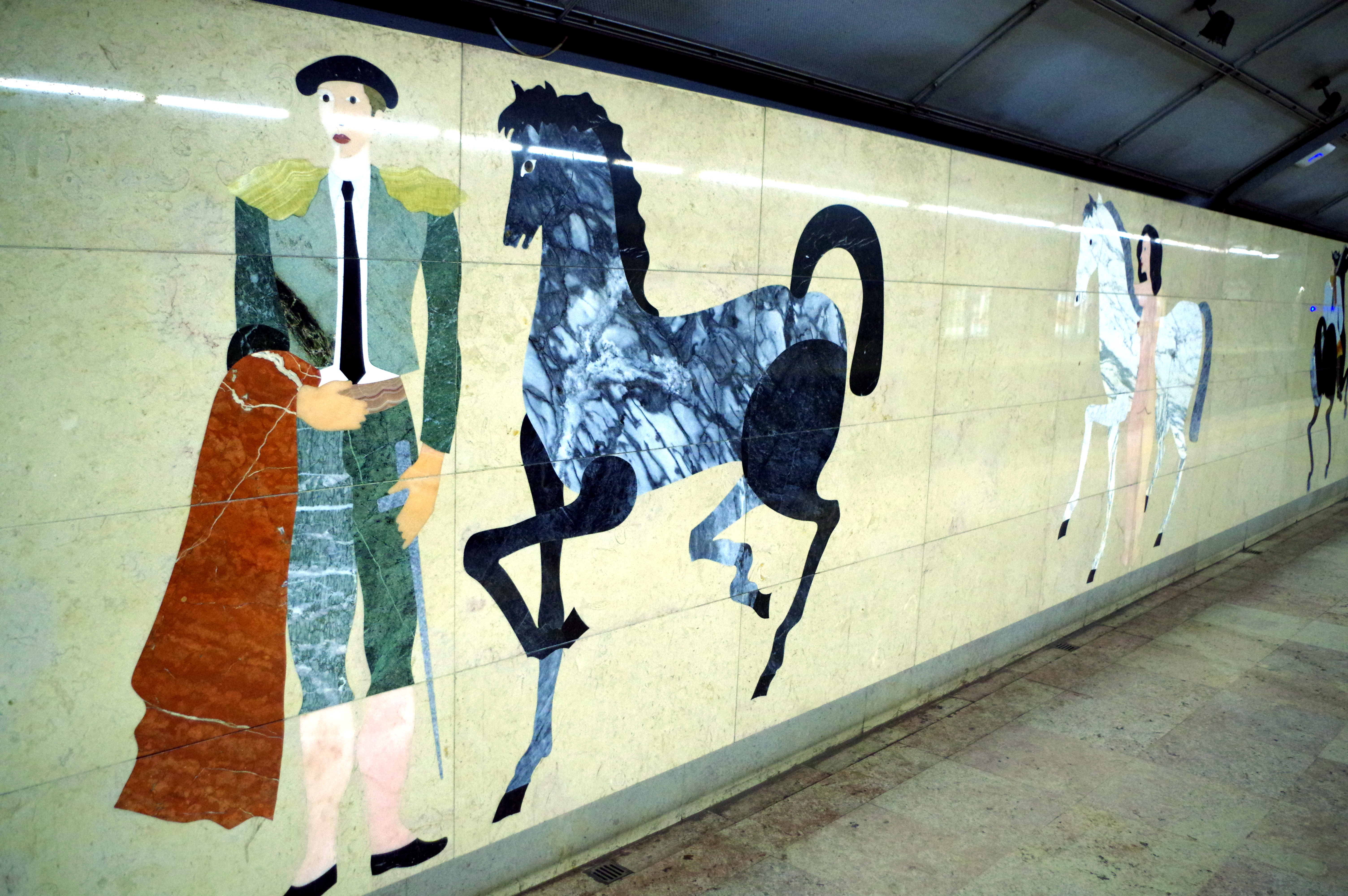
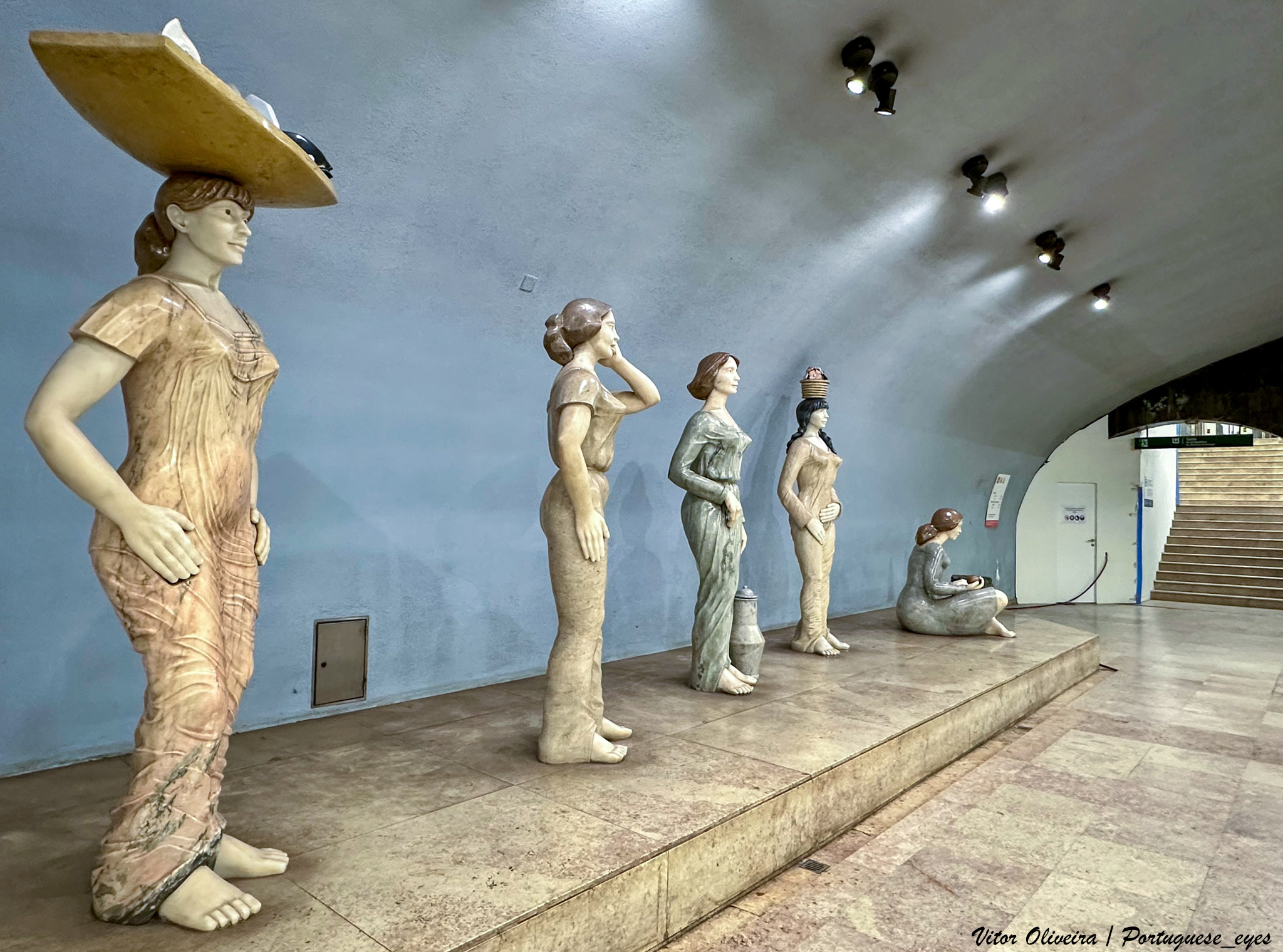
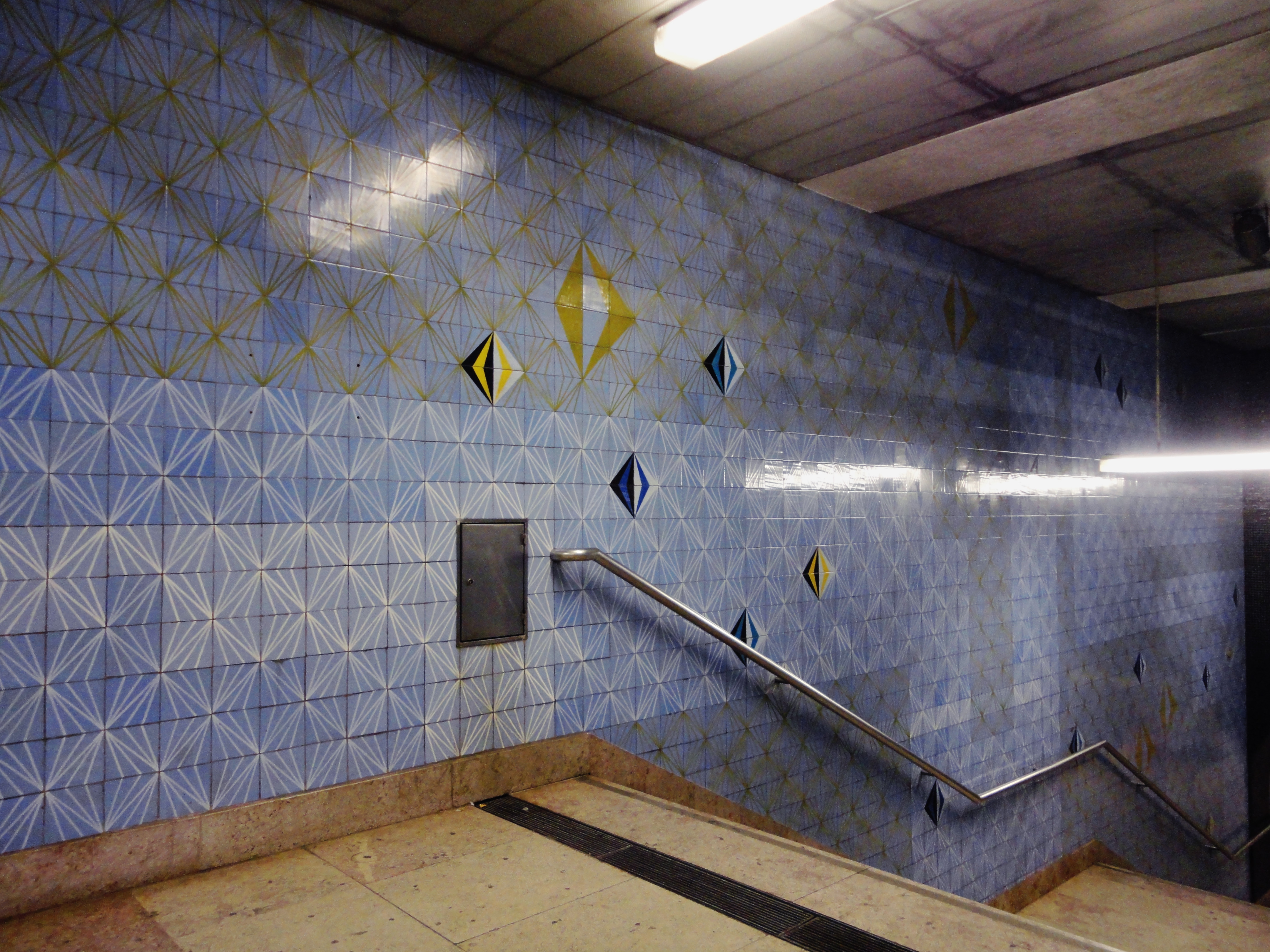